# Tepatitlán Fútbol Club
El Tepatitlán Fútbol Club, también conocido como los Alteños de Tepatitlán, es un equipo de fútbol mexicano profesional que milita en la Liga de Expansión MX. Juega como local en el Estadio Tepa Gómez; el club está ubicado en Tepatitlán, Jalisco, México, en la región de Los Altos de Jalisco.

## Historia

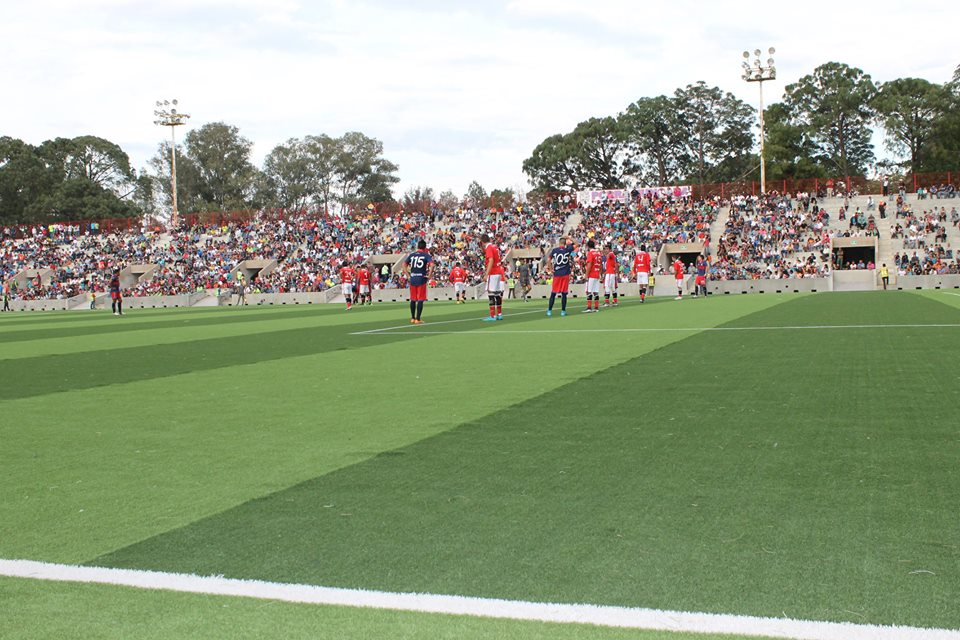
Partido de Liga

El equipo fue fundado en el año de 1944. Sus inicios fueron tras realizarse una selección para Torneo Regional con el objetivo de llegar si resultaban victoriosos al campeonato estatal. La Misión fue designada a Fausto Prieto, a este equipo se le denominó El Equipo del Pueblo.

### El Equipo del Pueblo
Algunos nombres de jugadores que aparecen en los años de 1944-1946 son: Luis Veles, Miguel Escoto “El Mugres”, Andrés González “El Distinto”, Max Prieto, Goyo Franco, Gregorio Gómez, Enrique Estrada, Roberto Estrada “El Rocha”, Elio Vázquez, Eleuterio Silva “El Cara de Gallo”, Arnulfo de la Torre “El Casarín” y Rafael Martínez “El Piwe”.

### Campeonato 1986-1987
Tras esto se afilio a la liga de Tercera División de México bajo el nombre de Club Deportivo Tepatitlán, después de varias temporadas logra ascender para la temporada 1986-1987 a la Segunda División 'B' de México; El Equipo del Pueblo, acudió a varias liguillas (que eran en formato de grupos y no eliminación directa), como en la temporada 1987-1988 (donde se enfrentó al Pachuca, a su archirrival el Club Industrial de Tepatitlán y al Bachilleres), en la temporada 1988-1989, (contra Cachorros, Zacatecas y Bachilleres, que a la postre se coronó), en la temporada 1989-1990 (en la que quedó en cuarto sitio) y en la temporada 1990-1991 (ubicándose en séptimo).

### Campeonato 1991-1992
Fue en la temporada 1991-1992 que a mano de la dirección técnica de Vicente Casillas y parte de la plantilla como Julio Miranda, Jorge Velazco, Javier Pimentel, Juan Roldán, Antonio de León, Carlos Vélez, Guillermo Salcedo, Víctor Sánchez, Ignacio Méndez, Ricardo Plascencia, Ramón Gamiño, José Santos Llamas, Renato Mendoza, Ricardo Vélez, Jorge Adrián Sosa, Jorge Armando Coronel, Julio Jaramillo, Jorge Navarro, Ernesto Santillán, Martín García, Julio César Lozano y Gustavo Gutiérrez Orozco. Cuando el Tepatitlán culminó una serie de temporadas exitosas, al llegar a la liguilla de nuevo y encaramarse en la Gran Final.
Los Alteños, habían quedado en cuarto sitio de la tabla general con 43 puntos. Los ocho finalistas fueron divididos en dos grupos para jugar un round robin y los dos líderes de cada sector disputarían la final. En esta ronda final, el Tepatitlán fue líder del Grupo B, con 11 puntos, superando al Club Deportivo Tapatío por diferencia de goles. De ese modo, los azulgranas avanzaron en aquella ocasión a la Gran Final de la Segunda División, contra el superlíder Club Zitlaltepec. En el primer partido realizado en el Estadio Tepa Gómez, el 3 de mayo de 1992, los Alteños ganaron 2 a 1. En el juego de vuelta, en Zitlaltepec, Estado de México, en el Estadio Alfredo del Mazo Vélez, el 10 de mayo, se dio la campanada: el Tepa goleó 6 a 0 al Zitlaltepec y se coronó Campeón de la Segunda División.

#### Ficha de la fase Final
| 3 de mayo de 1992 | Deportivo Tepatitlán | 2-1 | Zitaltepec | Estadio Tepa Gómez, Tepatitlán de Morelos |  |

| 10 de mayo de 1992                                               | Zitlaltepec | 0-6 | Deportivo Tepatitlán | Estadio Alfredo del Mazo Velez, San Juan Zitlaltepec |  |
| Deportivo Tepatitlán campeón de la Temporada 1991-92. Global 1-8 |             |     |                      |                                                      |  |

|                                           |
| Deportivo Tepatitlán Campeón 1.er título. |

### Ascenso a la Segunda Nacional
Tras este resultado el Tepatitlán ascendió a la Segunda División 'A' de México, que luego cambiaría su nombre a Segunda Nacional y posteriormente a la Primera División 'A' de México, que actualmente es la Liga de Expansión MX; Ahí, los azulgranas se rosarían durante dos temporadas con equipos de prosapia, como los Toros Neza, el Tampico-Madero, el Irapuato, La Piedad, el Celaya, el FC Mérida, los Cobras de Ciudad Juárez, el Querétaro y el Zacatepec. Fueron varias temporadas en la Segunda Nacional, Para la temporada 1994-1995, la Segunda Nacional cambió su nombre a Primera División 'A' de México, y la franquicia del Tepatitlán fue vendida y trasladada a Acapulco, Guerrero.

### Regreso del Equipo del Pueblo
Ya para la temporada 1998-1999, los azulgranas volvieron a emocionar a su afición al regresar el fútbol y el "Equipo del Pueblo" a Tepatitlán, Jalisco, luego que el ayuntamiento rentó una franquicia de Tercera División en la cual se mantuvo hasta finales de 2014. Tras un convenio el club surge como filial del Atlético San Luis en un pacto que sostuvo con el Ayuntamiento de Tepatitlán; por lo que se logra afiliar al club en la Segunda División en reemplazo de los Toros Neza. Posteriormente, se realiza el proyecto de remodelación del Estadio Tepa Gómez para ser sede de este nuevo club, el cual conservara el nombre e historia; contara además con un equipo de Tercera División como Fuerzas Básicas.

### Torneos 2015 - 2016

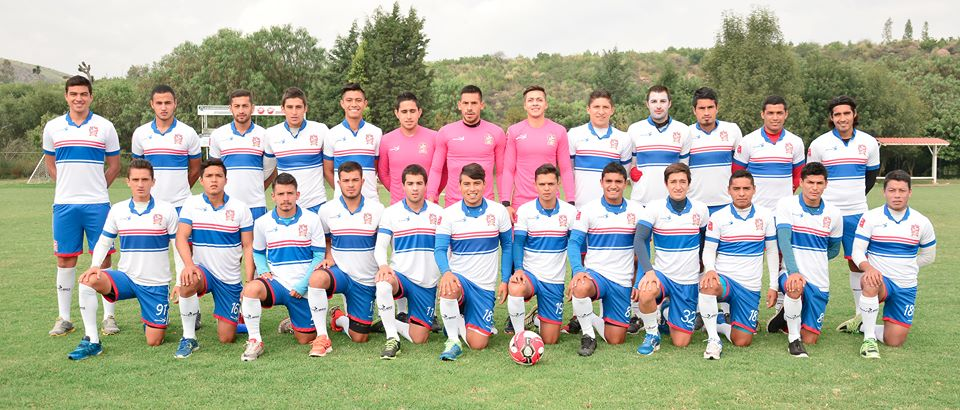
Plantilla 2015-2016

En su primer torneo, el Tepatitlán quedó en el séptimo lugar de la tabla general y donde clasifica por primera vez a la liguilla, donde los Potros de la UAEM lo eliminaron en cuartos de final. En el segundo torneo, ahora el Tepatitlán arrasó casi a todos los equipos con victorias y quedando en segundo lugar arriba del Cruz Azul Hidalgo, donde en cuartos de final se enfrentó al Reynosa de visita dando victoria al local 1-0, donde después se supo que el Tepatitlán violó el reglamento Num 9. por meter a "cachirules" y fue eliminado de la liguilla.
Para el Torneo Apertura 2016, el plantel ha hecho de las mejores temporadas, al quedar líder de grupo y cuarto en la general; por lo que le tocó medirse en los Cuartos de Final contra el Irapuato para el partido de ida, el resultado fue un empate 1-1 el cual fue un duelo muy cerrado; ya para el juego de vuelta se realizó en el Estadio Tepa Gómez; duelo muy complicado para la zaga alteña ya que rápidamente el Irapuato se adelantó, por lo que el partido se complicó y el ambiente en las graderías se saliera de control por momentos, el resultado final fue 5-3 a favor del club visitante; por lo que terminó con las esperanzas de clasificar a la siguiente fase de la liguilla.

### Torneo Apertura 2017
Para el Torneo Apertura 2017, tras el cambio de directiva y quedar segundo en el torneo de la Serie A; califica a la liguilla por lo que le tocó medirse en los Cuartos de Final contra los Coras de Tepic con un marcador global de 4-0 lo que significó el pase a las semifinales. El encuentro de las Semifinales ahora sería contra La Piedad partido de muy alto nivel, en el que las dos escuadras tuvieron varias oportunidades, tras un marcador global sin goles, por posición de la tabla, el Tepatitlán calificaría a la Gran Final del Apertura 2017.

### Campeón Torneo Apertura 2017

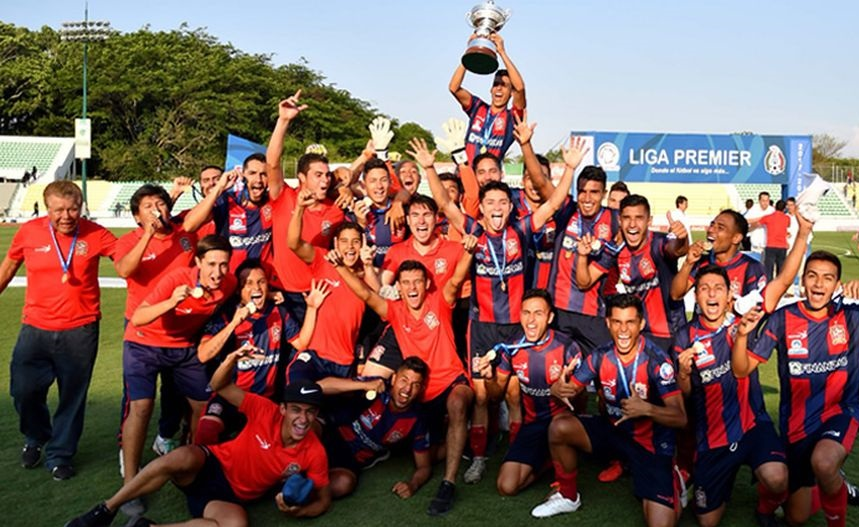
Campeonato de Ascenso

El 16 de diciembre de 2017, el Tepatitlán consiguió su primer título de la Segunda División, en un partido de revancha tras la eliminación en los cuartos de final del Torneo Apertura 2016; tras un sufrido partido que terminara con marcador global 2-2, vence 5-3 en penales al Irapuato en la final disputada en el Estadio Tepa Gómez. De esta manera, el Equipo del Pueblo se llevó a sus vitrinas la copa del Apertura 2017.
1. 1. “Estuvimos a 20 segundos de estar tristeando… pero nos tocó el reverso de la medalla. Y ahora únicamente planificar bien lo que va a ser el siguiente torneo y trabajar como lo hemos venido haciendo con mucha ilusión de hacer algo importante y ojalá se nos diera un siguiente campeonato para poder tener el ascenso directo”, señalaba Enrique López Zarza, a una reportera de la Liga Premier.[6]

### Campeón Ascenso Torneo 2017-2018
El 19 de mayo de 2018, el Tepatitlán se proclamó campeón de la Temporada 2017-18 de la Serie A luego de derrotar al cuadro de la Universidad de Colima en tanda de penales, con esto el equipo ganó de forma virtual su puesto en la Liga de Ascenso. Sin embargo, el club no cuenta con la acreditación para disputar la categoría de plata del fútbol mexicano, motivo por el cual su promoción no fue permitida por la FMF.
| Campeón de Ascenso 2017-18    |
| ----------------------------- |
|                               |
| Tepatitlán                    |
| 2° Título                     |
| Asciende a la Liga de Ascenso |

| 12 |  | Bandera de México | Jesús Montoya       |
| 3  |  | Bandera de México | Josué Soria         |
| 4  |  | Bandera de México | Daniel Aguiñaga     |
| 5  |  | Bandera de México | Javi Medina         |
| 23 |  | Bandera de México | Jesús Ruiz          |
| 6  |  | Bandera de México | Román Reynoso       |
| 7  |  | Bandera de México | Moisés Ramos        |
| 8  |  | Bandera de México | Antonio Torres      |
| 10 |  | Bandera de México | Luis Rodríguez      |
| 14 |  | Bandera de México | Agustín Ojeda       |
| 9  |  | Bandera de México | Carlos López        |
|    |  |                   |                     |
| 25 |  | Bandera de México | Cristian Orozco     |
| 2  |  | Bandera de México | Abraham Chávez      |
| 13 |  | Bandera de México | Eduardo Castello    |
| 77 |  | Bandera de México | Oscar de La Mora    |
| 11 |  | Bandera de México | Fabrizio Díaz       |
| 20 |  | Bandera de México | Carlos Ponce        |
| 17 |  | Bandera de México | Oscar Saavedra      |
|    |  |                   |                     |
| 1  |  | Bandera de México | Christian López     |
| 16 |  | Bandera de México | Fernando Cedillo    |
| 60 |  | Bandera de México | Mauricio Estrada    |
| 33 |  | Bandera de México | Andrés Ríos         |
| 69 |  | Bandera de México | Diego Medina        |
|    |  |                   |                     |
| DT |  | Bandera de México | Enrique López Zarza |

### Temporada 2018-19
Luego de que el equipo no pudo ascender a la Liga de Ascenso por no contar con los requisitos necesarios para la certificación, el club continuó participando en la Serie A de la Segunda División. El 4 de julio de 2018, se anunció que los empresarios Carlos Martín del Campo y Víctor Flores Cosío adquirieron al equipo y se hicieron con la administración de este.
Para esta temporada, la escuadra alteña obtuvo grandes resultado culminando la mitad del torneo como líder del grupo de lana sería la Serie A y con ello jugando el Torneo Internacional de la Liga Premier FMF Cancún 2019, enfrentándose a rivales como Red Star FC de Francia y el Atlético Paranaense de Brasil; en dicho torneo la escuadra jalisciense llegó a la final la cual perdió contra el Tlaxcala.
Tras los sucesos ocurridos por la pandemía del Covid-19, el torneo fue suspendido y terminado, dejando excelentes resultados la escuadra alteña, quedando como líder de la Serie A y de la general, al igual como mejor ofensiva, defensiva y con el liderato de goleo personal por parte de Humberto "El Loco" Guzmán.

### Liga de Expansión MX
El 15 de junio de 2020 el equipo anunció un cambio en el nombre y logo de la institución, esto a petición de la Primera División de México, debido a que el escudo hacia alusión a las armas, además de ser muy parecido al logotipo del ayuntamiento de la ciudad de Tepatitlán. En busca de englobar a toda la región el equipo pasó de llamarse "Club Deportivo Tepatitlán de Morelos" a "Tepatitlán Fútbol Club", y adoptó el mote de Alteños. El 17 de julio se confirmó la participación del equipo en la Liga de Expansión MX.
El 19 de agosto de 2020 el Tepatitlán debutó en la Liga de Expansión MX recibiendo como local al Atlético Morelia. El partido finalizó con un empate a dos goles, Mauricio López anotó el primer gol del club en la nueva división. La primera victoria de los Alteños llegó el 3 de septiembre, cuando derrotaron como locales a los Alebrijes de Oaxaca por dos goles a cero.

### Campeón Torneo Guardianes Clausura 2021

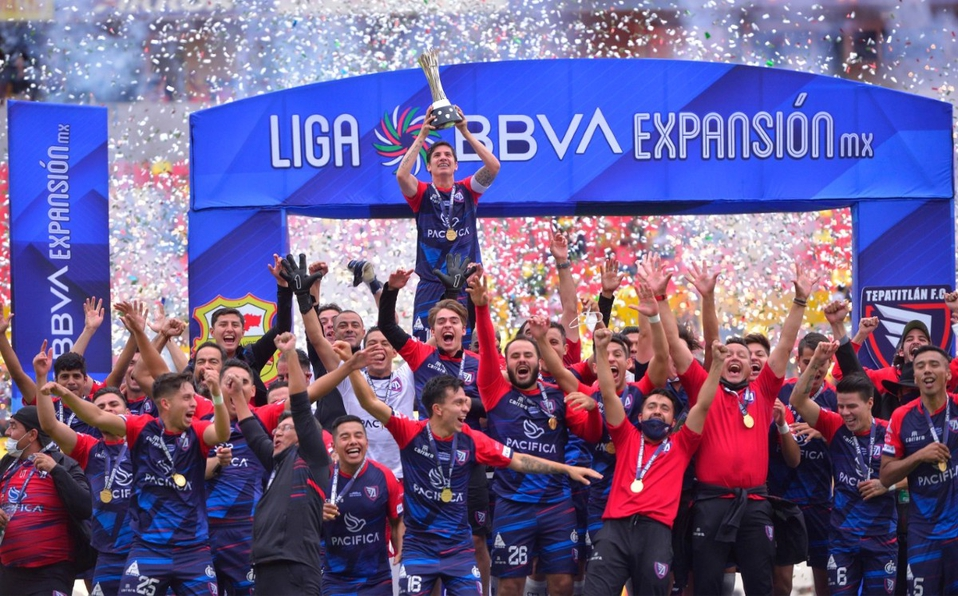
Campeonato de Liga

Para el torneo Clausura 2021 la escuadra Alteña desempeño un torneo regular en el cual culminó en sexto lugar de la general, ya para la liguilla se enfrentó contra los Dorados de Sinaloa, los Cimarrones de Sonora y los Mineros de Zacatecas.
El 15 de mayo de 2021 el equipo se proclamó campeón de la Liga de Expansión MX. Los Alteños consiguieron el título luego de empatar por 2-2 como visitantes ante el Atlético Morelia, el club hizo valer su victoria por 1-0 en el partido de ida y de esta forma logró el campeonato.

#### Final

##### Atlético Morelia vs Tepatitlán F.C.
| 12 de mayo de 2021 | Tepatitlán F.C. | 1:0 (0:0) | Atlético Morelia | Estadio Tepa Gómez, Tepatitlán, Jalisco                                    |                                                                            |
| 17:00 (UTC -5)     | S. Ceballos 61' | Reporte   |                  | Asistencia: 3 272 espectadores Árbitro(s): Jorge Abraham Camacho Peregrina | Asistencia: 3 272 espectadores Árbitro(s): Jorge Abraham Camacho Peregrina |

| 15 de mayo de 2021                                     | Atlético Morelia               | 2:2 (2:1) (Global 2:3) | Tepatitlán F.C.               | Estadio Morelos, Morelia, Michoacán                                 |                                                                     |
| 16:00 (UTC -5)                                         | G. Acosta 29' · D. Jiménez 44' | Reporte                | 27' V. Mañón · 86' L. Márquez | Asistencia: 13 433 espectadores Árbitro(s): Daniel Quintero Huitrón | Asistencia: 13 433 espectadores Árbitro(s): Daniel Quintero Huitrón |
| Tepatitlán campeón del Torneo Guard1anes Clausura 2021 |                                |                        |                               |                                                                     |                                                                     |

| Campeón Clausura 2021 |
| --------------------- |
|                       |
| Tepatitlán F.C.       |
| 1° Título             |
| Liga de Expansión MX  |

### Campeón de Campeones 2020-21

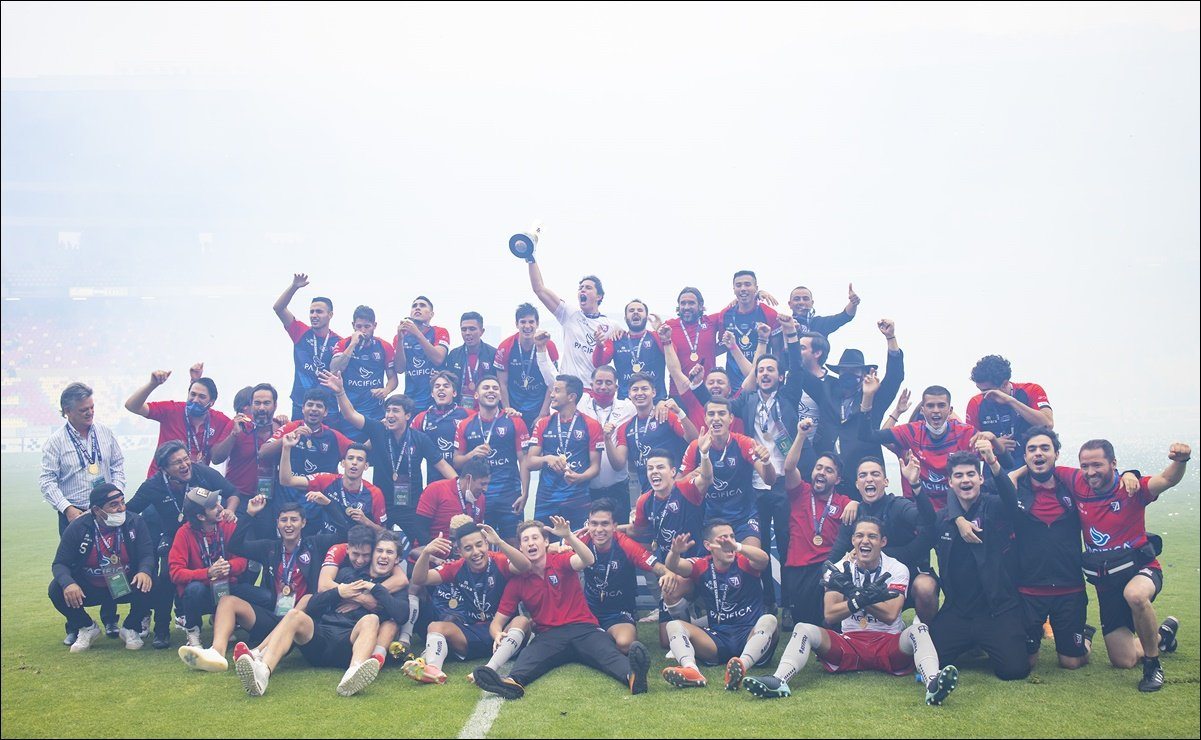
Celebración de los Alteños

Una semana más tarde, el 22 de mayo el equipo consiguió su segundo título al ganar el Campeón de Campeones 2020-21 de la Liga de Expansión MX luego de derrotar al Tampico-Madero en serie de penales. Los Alteños empataron a dos goles en el global luego de ganar 2-0 en casa e igualar la serie, finalmente, en la serie desde los once pasos, el club se impuso por 5-3.

#### Final

##### Tampico Madero F.C. vs Tepatitlán F.C.
| 19 de mayo de 2021 | Tampico-Madero    | 2:0 (0:0) | Tepatitlán | Estadio Tamaulipas, Tampico - Madero, Tamaulipas                               |                                                                                |
| 18:30 (UTC -5)     | D. Lajud 59', 61' | Reporte   |            | Asistencia: 2 788 espectadores Árbitro(s): Abraham de Jesús Quirarte Contreras | Asistencia: 2 788 espectadores Árbitro(s): Abraham de Jesús Quirarte Contreras |

| 22 de mayo de 2021                                                                                           | Tepatitlán                                                                               | 2:0 (1:0, 0:0) (t. s.)(5:3 p.)(Global 2:2) | Tampico-Madero                                                                         | Estadio Tepa Gómez, Tepatitlán, Jalisco                             |                                                                     |
| 17:00 (UTC -5)                                                                                               | P. Pérez 37' · S. Castañeda 89'                                                          | Reporte                                    |                                                                                        | Asistencia: 2 545 espectadores Árbitro(s): Jesús Rafael López Valle | Asistencia: 2 545 espectadores Árbitro(s): Jesús Rafael López Valle |
| |                                                                                          | Tiros desde el punto penal                 |                                                                                        |                                                                     |                                                                     |
| | M. Ponce · L. Robles · A. Tecpanécatl · J. Hernández · V. Mañón · E. Rivera · L. Morales |                                            | G. Eguade · D. Lajud · G. Hernández · J. Pérez · C. Robles · O. Manzanarez · L. Flores |                                                                     |                                                                     |
| Tepatitlán Campeón de Campeones 2020-21 de la Liga de Expansión MX. Global 2-2, ganó en serie de penales 5-3 |                                                                                          |                                            |                                                                                        |                                                                     |                                                                     |

| Campeón Temporada 2020-2021 |
| --------------------------- |
|                             |
| Tepatitlán F.C.             |
| 1° Título                   |
| Campeón de Campeones        |

### Cambios de propietarios
Durante 2023 y 2024 la directiva del club comenzó a poner en duda su continuidad debido a problemas financieros derivados de situaciones extra cancha y a los constantes cambios en la plantilla del equipo como consecuencia de las limitaciones de edad de la Liga de Expansión.En mayo de 2024 la directiva del Tepatitlán recibió una oferta de compra de la franquicia por parte de los directivos del Tampico Madero, equipo que militaba en la Liga Premier y buscaba asegurar su regreso al circuito de plata de cualquier manera, llegando incluso a un acuerdo para el cambio de nombre y sede.
En julio de 2024 el Tampico Madero obtuvo su lugar en la Liga de Expansión a través de una invitación, sin embargo, eso no representó el regreso a la normalidad para el Tepatitlán. El equipo alteño fue adquirido por empresarios veracruzanos, propietarios del equipo Racing de Veracruz, en un principio la nueva directiva planeaba trasladar al equipo a la ciudad portuaria cuando existieran las instalaciones adecuadas en esa ubicación, sin embargo, en febrero de 2025 los nuevos propietarios desistieron de ese intento al tener pocas expectativas para establecer al equipo en Veracruz. En abril se nombró a Bruno Marioni como el nuevo presidente del equipo como una señal de estabilidad para el proyecto.
Por otro lado, ante la incertidumbre generada por los movimientos del equipo de Liga de Expansión, un grupo de empresarios de Tepatitlán adquirieron al club Acatlán F.C. de Zapotlanejo, el cual en 2024 ascendió a la Serie A de la Liga Premier. Los nuevos dueños intentaron trasladar al equipo a la ciudad Alteña con el objetivo de asegurar la continuidad del fútbol profesional en la ciudad ante cualquier cambio eventual,sin embargo, finalmente no recibieron el aval necesario por parte de la directiva del Tepatitlán F.C, lo que los llevó a abandonar el proyecto que sería denominado Cefor Tepatitlán.Posteriormente, este club se estableció en Arandas al recibir el apoyo del ayuntamiento de esa localidad.
En junio de 2025 los propietarios veracruzanos traspasaron el equipo al empresario Gustavo García, terminando de esa manera con la alianza que tenían los Alteños con el Racing de Veracruz y con la posibilidad del cambio de sede de la franquicia a ese estado mexicano.

## Símbolos

### Escudo
El escudo del club, es el de armas de la ciudad de Tepatitlán, Jalisco, y está diseñado con la forma tradicional española, dividido en cuatro cuarteles o cantones en cruz. El cantón diestro superior ostenta al Señor de la Misericordia; en el cantón siniestro superior aparece una torre donjonada, donde dominando tres cerros de tierra roja; el cuartel diestro de punta ostenta el blasón de la ciudad de Úbeda el cual representa como símbolo de ardimiento y valor. En el cuartel siniestro de punta campea la Cruz del Santo Sepulcro o Cruz de San Francisco rodeada por el cordón de la orden seráfica.
Además, lleva un yelmo vuelto a la diestra, de color acero y con la visera abierta mostrando tres rejillas, y luce un vistoso airón (penacho). Sobre el casco ondea una banderola con la divisa latina: ARX CHRISTI SUMUS, que aparece intercalada por dos cruces de Malta de gules (rojo). El escudo está rodeado de lambrequines o follaje heráldico de hojas. Bajo el escudo una cinta con la inscripción: Escudo de Armas de Tepatitlán y las fechas 1530 - 1852 - 1952 intercaladas con dos cruces de Malta de gules.

### Renovación de Escudo
Después, el equipo tuvo que cambiar el escudo por un requisito de la Liga de Expansión MX, donde no tenía que estar el escudo de la ciudad (Tepatitlán) y optaron con una nueva imagen; con los colores Azul, Rojo, Blanco y una letra "A" con el significado de los "Alteños" de Tepatitlán.

### Colores
Los colores distintivos del Club Tepatitlán  son el azul y el rojo. Existen diversas teorías sobre las causas que llevaron a los fundadores del club a escoger estos colores, aunque no hay ninguna que esté suficientemente contrastada como para ser considerada válida.
La versión más extendida señala que fue el propio ayuntamiento, fundador del club, quienes decidieron los colores. De hecho, está comprobado que en el primer partido de fútbol que se disputó en la ciudad de Tepatitlán, Jalisco antes de la fundación del club, ya vestían estos colores, por ser los colores de la ciudad.
Tras esto se convirtieron en los colores tradicionales de la institución y de representación del municipio en cuestiones deportivas, ya para el 2015 tras un convenio, el club surge como filial del Atlético San Luis en un pacto que sostuvo con el Ayuntamiento de Tepatitlán; se acordó se respetara el escudo, nombre y colores del equipo; por lo que se logra afiliar al club en la Segunda División de México.

## Uniforme
De la combinación de los colores azul y rojo viene por ser los colores de la ciudad, El «Equipo del Pueblo» con el que se conoce a los jugadores y aficionados del club. Estos colores siempre han estado presentes en la camiseta titular del equipo. Aunque, durante los primeros años de historia del club el uniforme fue de color blanco, más tarde se adoptó el color oficial Azul y Rojo, y blanco para uniforme alterno.

### Uniformes Actuales
- Uniforme local: camiseta y pantalón rojo con detalles azules y blancos y medias azules.
- Uniforme visitante: camiseta, pantalón y medias blancas con detalles rojos y azules.

| Primer Uniforme | Segundo Uniforme |

### Uniformes Anteriores
| 2024-2025       | 2024-2025        | 2024-2025 | 2024-2025 | 2024-2025 | 2024-2025 | 2024-2025 | 2024-2025 | 2024-2025 | 2024-2025 | 2024-2025 | 2024-2025 |
| --------------- | ---------------- | --------- | --------- | --------- | --------- | --------- | --------- | --------- | --------- | --------- | --------- |
| Primer Uniforme | Segundo Uniforme |           |           |           |           |           |           |           |           |           |           |
| 2022-2023       |                  |           |           |           |           |           |           |           |           |           |           |
| Primer Uniforme | Segundo Uniforme |           |           |           |           |           |           |           |           |           |           |
| 2021-2022       |                  |           |           |           |           |           |           |           |           |           |           |
| Primer Uniforme | Segundo Uniforme |           |           |           |           |           |           |           |           |           |           |
| 2020-2021       |                  |           |           |           |           |           |           |           |           |           |           |
| Primer Uniforme | Segundo Uniforme |           |           |           |           |           |           |           |           |           |           |
| 2019-2020       |                  |           |           |           |           |           |           |           |           |           |           |
| Primer Uniforme | Segundo Uniforme |           |           |           |           |           |           |           |           |           |           |
| 2017-2019       |                  |           |           |           |           |           |           |           |           |           |           |
| Primer Uniforme | Segundo Uniforme |           |           |           |           |           |           |           |           |           |           |

### Indumentaria y patrocinador
| Período       | Proveedor | Logo |
| ------------- | --------- | ---- |
| 2006-2011     | Joma      |      |
| 2011-2014     | Marval    |      |
| 2015-2017     | Romed     |      |
| 2017-2018     | Marval    |      |
| 2019-2021     | Carrara   |      |
| 2021-2024     | Sporelli  |      |
| 2024-presente | Joma      |      |

| Período       | Proveedor | Logo |
| ------------- | --------- | ---- |
| 2006-2011     | Joma      |      |
| 2011-2014     | Marval    |      |
| 2015-2017     | Romed     |      |
| 2017-2018     | Marval    |      |
| 2019-2021     | Carrara   |      |
| 2021-2024     | Sporelli  |      |
| 2024-presente | Joma      |      |

| Período       | Patrocinador principal  | Logo |
| ------------- | ----------------------- | ---- |
| 2019-presente | Pacífica MEN            |      |
| 2022-presente | Dulces de la Rosa       |      |
| 2020-presente | Hospital Real San Lucas |      |
| 2023-presente | Más Gas Hidrocarburos   |      |
| 2021-presente | Caliente                |      |
| 2024-presente | Casa Trujillo           |      |
| 2020-presente | Electrolit              |      |
| 2020-presente | Red Cola                |      |
| 2024-presente | Farmacias Tepa          |      |
| 2024-presente | Pastor Don K            |      |
| 2025-presente | Salsa Valentina         |      |

| Período       | Patrocinador principal  | Logo |
| ------------- | ----------------------- | ---- |
| 2019-presente | Pacífica MEN            |      |
| 2022-presente | Dulces de la Rosa       |      |
| 2020-presente | Hospital Real San Lucas |      |
| 2023-presente | Más Gas Hidrocarburos   |      |
| 2021-presente | Caliente                |      |
| 2024-presente | Casa Trujillo           |      |
| 2020-presente | Electrolit              |      |
| 2020-presente | Red Cola                |      |
| 2024-presente | Farmacias Tepa          |      |
| 2024-presente | Pastor Don K            |      |
| 2025-presente | Salsa Valentina         |      |

## Estadio

### Estadio Gregorio "Tepa" Gómez

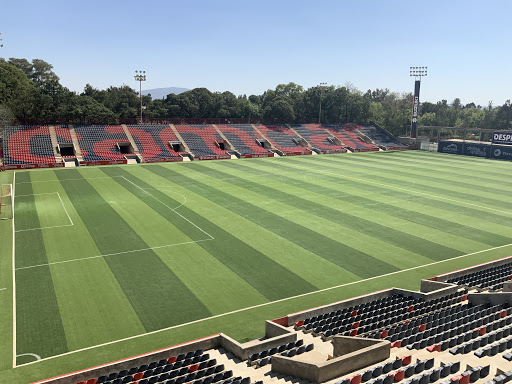
Estadio remodelado.

El Estadio Gregorio "Tepa" Gómez fue construido para albergar primeramente a 3.000 espectadores; el cual fue inaugurado en 1970; el nombre es en honor al exfutbolista Gregorio Gómez (†) de Tepatitlán, Jalisco; quien jugó en las Chivas Rayadas del Guadalajara, los Pumas de la UNAM y para la Selección Mexicana en los 50´s y 60´s.
Estadio local del Club Tepatitlán y sede de juegos del Fútbol Americano Universitario, de la Liga Premier Femenil y torneos del CODE, 2a División y 3a División.

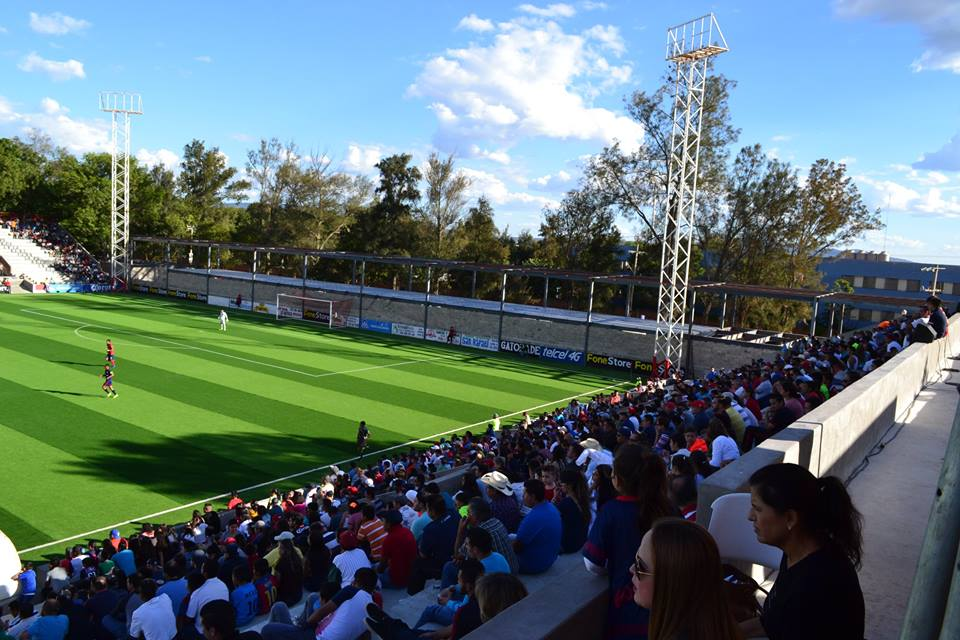
Tribuna Partido de Liga.

### Remodelación
Tras el cambio de administración y directiva; se realiza el proyecto de remodelación de las instalaciones; con el fin de ampliar a 12,500 espectadores en la primera etapa.
El proyecto consiste en la demolición del estadio y la reconstrucción y remodelación del Tepa Gómez, para aumentar su capacidad a 12,500 aficionados como primera etapa; el estadio contará con tiendas, baños, palcos, vestidores y butacas; en febrero de 2021 el estadio comenzó a contar con una cancha de pasto natural.

## Jugadores

### Altas y bajas: Apertura 2025
| Altas               | Altas         | Altas                       | Altas    |
| Jugador             | Posición      | Procedencia                 | Tipo     |
| ------------------- | ------------- | --------------------------- | -------- |
| Gustavo Gutiérrez   | Portero       | Cancún F.C.                 | Libre    |
| Cristian Ponce      | Portero       | Atlético Pachuca            | Préstamo |
| Ángel Chávez        | Defensa       | Club Necaxa                 | Préstamo |
| Juan Ocon           | Defensa       | Alacranes de Durango        | Traspaso |
| Jair Cerda          | Defensa       | Aguacateros de Peribán F.C. | Traspaso |
| Allan Moreno        | Defensa       | F.C. Juárez                 | ?        |
| Idekel Domínguez    | Defensa       | Atlas F.C.                  | Libre    |
| Jacobo Reyes        | Mediocampista | New Mexico United           | Libre    |
| Diego Aguilar       | Mediocampista | Tlaxcala F.C.               | Traspaso |
| Leonardo Sámano     | Mediocampista | C.F. Cruz Azul              | Préstamo |
| Alejandro Zamora    | Mediocampista | Aguacateros de Peribán F.C. | Traspaso |
| Orlando Ballesteros | Delantero     | Alebrijes de Oaxaca         | Traspaso |
| Ronaldo Talavera    | Delantero     | Cimarrones de Sonora        | Traspaso |
| David García        | Delantero     | Aguacateros de Peribán F.C. | Traspaso |

| Bajas              | Bajas         | Bajas                   | Bajas           |
| Jugador            | Posición      | Destino                 | Tipo            |
| ------------------ | ------------- | ----------------------- | --------------- |
| Ángel Arredondo    | Portero       | Club Puebla             | Fin de préstamo |
| Williams Bravo     | Portero       | C.D. Irapuato           | Fin de contrato |
| Ricardo Díaz       | Portero       | Bandera de ?            | Fin de contrato |
| Sergio Vázquez     | Defensa       | Atlético La Paz         | Fin de contrato |
| Said Castañeda     | Defensa       | Tlaxcala F.C.           | Fin de contrato |
| Mauricio Hernández | Defensa       | Bandera de ?            | Fin de contrato |
| Eduardo Pastrana   | Defensa       | Municipal Pérez Zeledón | Fin de contrato |
| Jesús Saavedra     | Defensa       | Bandera de ?            | Fin de contrato |
| Alfonso Tamay      | Mediocampista | Bandera de ?            | Fin de contrato |
| Martín Barra       | Mediocampista | Bandera de ?            | Fin de contrato |
| Gerson Vázquez     | Mediocampista | Racing de Veracruz      | Traspaso        |
| Daniel Álvarez     | Mediocampista | Atlético La Paz         | Traspaso        |

## Entrenadores
- Fausto Prieto (1946-1949)
- Vicente Casillas (1991-1995)
- Ricardo Fernández (2015-2017)
- Enrique López Zarza (2017-2019)
- Francisco Ramírez (2019-2022)
- Bruno Marioni (2022)
- Daniel Guzmán (2023)
- Enrique López Zarza (2023-2024)
- Fernando Pérez (2024)
- Héctor Jair Real (2024-Actualidad)

## Afición

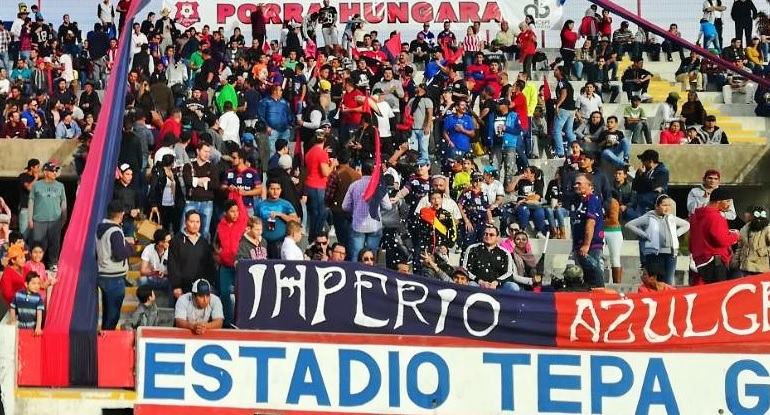
Barra Húngarra

Cuentan con una gran afición, la barra oficial del equipo es La Húngara que asiste a casi todos los partidos de local. Esta barra está conformada por gente de la ciudad y trabajadores del ayuntamiento, porra que es tradición para la ciudad y para el club; además de ser de los grupos de animación que tienen de las mejores asistencias de la Segunda División de México. El nombre de Húngara se debe a que en una de las ocasiones que México albergó el mundial, Hungría vino a entrenar a Tepatitlán.
También surgen diferentes aficionados en varias partes de Jalisco y en el extranjero, especialmente los Estados Unidos; algunos ya conformando la denominada Barra de Los Altos como signo de respaldo a los equipos de la región de los Altos de Jalisco.

## Temporadas
Véase el anexo de estancia en la Segunda División de México y Liga de Expansión MX del Tepatitlán F.C. para saber posiciones y estadísticas a lo largo de su historia.
Franquicia Tepatitlán F.C.
| Apertura 2015                  | Segunda LPA     | 4o. Grupo II (1/4 final) |
| Clausura 2016                  | Segunda LPA     | 2o. Grupo II (1/4 final) |
| Apertura 2016                  | Segunda LPA     | 1.º Grupo II (1/4 final) |
| Clausura 2017                  | Segunda LPA     | 8o. Grupo II             |
| Apertura 2017                  | Segunda Serie A | 2o. Grupo I (Campeón)    |
| Clausura 2018                  | Segunda Serie A | 7o. Grupo I (Asciende) * |
| 2018/2019                      | Segunda Serie A | 3°. Grupo I (1/4 final)  |
| 2019/2020                      | Segunda Serie A | 1.° General (Susp.) **   |
| Apertura 2020                  |                 | 8°. (Reclasificación)    |
| Clausura 2021                  |                 | 6°. (Campeón)            |
| Campeón de Campeones 2020-2021 |                 | (Campeón)                |
| Apertura 2021                  |                 | 12º. (1/4 final)         |
| Clausura 2022                  |                 | 11º. (Reclasificación)   |
| Apertura 2022                  |                 | 10º. (Reclasificación)   |
| Clausura 2023                  |                 | 5º. (Reclasificación)    |
| Apertura 2023                  |                 | 5º. (1/4 final)          |
| Clausura 2024                  |                 | 15º.                     |
| Apertura 2024                  |                 | 7º. (1/4 final)          |
| Clausura 2025                  |                 | 8º. (1/4 final)          |

* En el Torneo 2017-2018, tras lograr la promoción a la Liga de Ascenso MX, no fue posible su participación por falta de requerimientos necesarios para participar en la categoría.
** En la temporada 2019/2020, por motivos de la pandemia del COVID-19, se cancela y concluye la participación; esto tras indicación de la FMF, por lo que no hubo campeón en dicha temporada.

## Filiales

#### Tepatitlán F.C. "B"
Véase el anexo de estancia en la Tercera División para saber posiciones y estadísticas.
| Temporada | División           | Posición                      |
| --------- | ------------------ | ----------------------------- |
| 2016/2017 | 5.Tercera División | 5º. Grupo X (Treintaidosavos) |
| 2017/2018 | 5.Tercera División | 6º. GX (Treintaidosavos)      |
| 2018/2019 | 5.Tercera División | 14º. GX                       |
| 2019/2020 | 5.Tercera División | 10º. Grupo X *                |
| 2020/2021 | 5.Tercera División | 8º. Grupo X (Dieciseisavos)   |
| 2021/2022 | 5.Tercera División | 4º. Grupo XII (Dieciseisavos) |
| 2022/2023 | 5.Tercera División | 5º. Grupo XIII                |

* Torneo suspendido por pandemia COVID-19, sin embargo se guardaron los registros.

#### Alteños de Acatic F.C.
Véase el anexo de estancia en la Tercera División para saber posiciones y estadísticas.
| Temporada | División           | Posición                |
| --------- | ------------------ | ----------------------- |
| 2020/2021 | 5.Tercera División | 10º. Grupo XI (Octavos) |
| 2021/2022 | 5.Tercera División | 11º. Grupo XII          |
| 2022/2023 | 5.Tercera División | 8º. Grupo XIII          |

## Clásico Alteño
El Clásico Alteño es el nombre que reciben los partidos de fútbol que enfrentan entre sí, a los dos equipos más representativos de la ciudad de Tepatitlán, Jalisco, el Tepatitlán F.C. "B" y el Club Deportivo Aves Blancas.
La rivalidad deportiva de ambos clubes se manifiesta mediante los numerosos enfrentamientos que a lo largo de la historia, tanto en partidos oficiales correspondientes de la Tercera División de México; por varios años fue la máxima categoría para la ciudad, de ahí se generó una rivalidad contra El Equipo del Pueblo; además de los torneos estatales y la liga local.

## Palmarés

### Torneos oficiales
| Competición nacional                                        | Títulos       | Subcampeonatos |
| ----------------------------------------------------------- | ------------- | -------------- |
| Liga de Expansión MX (1/0)                                  | Clausura 2021 |                |
| Campeón de Campeones de la Liga de Expansión MX (1/0)       | 2020-2021     |                |
| Segunda División de México (1/0)                            | Apertura 2017 |                |
| Campeón de Campeones de la Segunda División de México (1/0) | 2017-2018     |                |
| Segunda División 'B' de México (1/0)                        | 1991-1992     |                |

### Ascensos
- Partido de Ascenso a Segunda División - 1986
- Partido de Ascenso a Segunda Nacional - 1992
- Partido de Ascenso a Liga de Ascenso MX - 2018

### Torneos regionales
- Campeonato Regional (2/0): 1944, 1945
- Campeonato Estatal (1/0): 1946

### Torneos amistosos
- Torneo Internacional Premier (0/1): 2019
- Amigos Tepa - USA (1/0): 1999